# NGC 5434
NGC 5434 је спирална галаксија у сазвежђу Волар која се налази на NGC листи објеката дубоког неба.
Деклинација објекта је + 9° 26' 52" а ректасцензија 14h 3m 23,1s. Привидна величина (магнитуда) објекта NGC 5434 износи 13,2 а фотографска магнитуда 13,9. NGC 5434 је још познат и под ознакама NGC 5434A, UGC 8965, MCG 2-36-22, CGCG 74-68, KCPG 410A, PGC 50077.